# Beitan, Gansu
Beitan (kinesiska: 北滩) är en köping i nordvästra Kina. Den ligger i Jingyuan härad i staden Baiyin i provinsen Gansu, omkring 245 kilometer nordost om provinshuvudstaden Lanzhou. Antalet invånare är 42 410. Befolkningen består av 20 762 kvinnor och 21 648 män. Barn under 15 år utgör 22,0 %, vuxna 15-64 år 71 %, och äldre över 65 år 5,0 %.